# 赫尔穆特·塔勒尔
赫尔穆特·塔勒尔（德語：Helmut Thaler，1940年1月22日—），奥地利男子雪橇运动员。他曾代表奥地利参加1964年和1968年冬季奥林匹克运动会雪橇比赛，其中1964年冬季奥运会获得一枚银牌。